# Chiesa nazionale d'Islanda

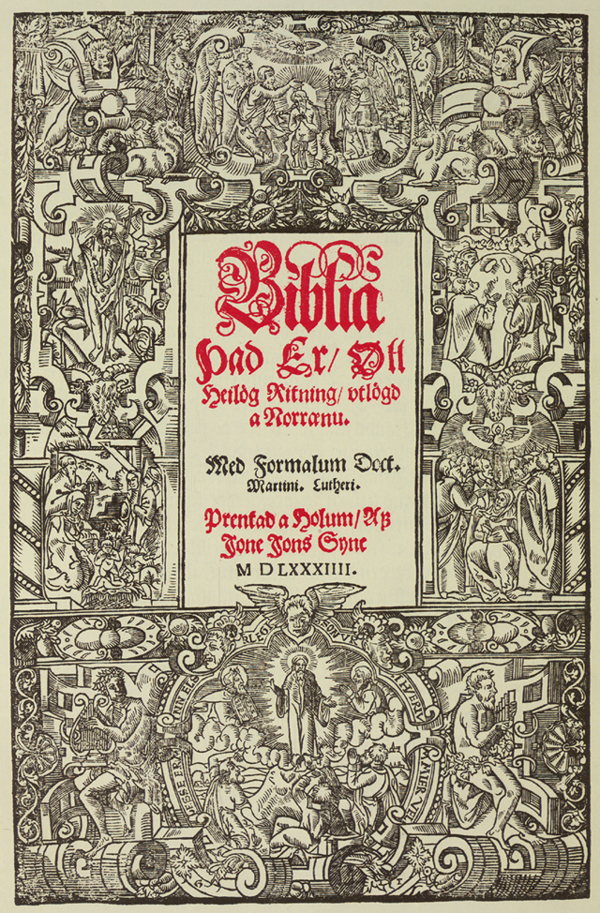
La Bibbia in lingua islandese del vescovo Guðbrandur (1584)

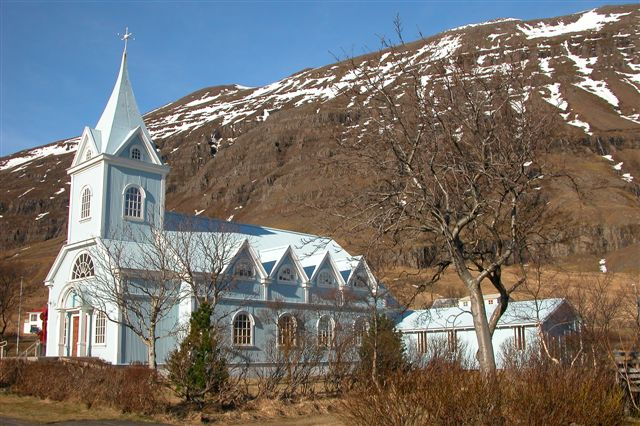
Chiesa a Seyðisfjörður

Stati con Chiese appartenenti alla Comunione di Porvoo.
Comunione anglicana: blu o viola
Chiese luterane: rosso

La Chiesa nazionale d'Islanda (in islandese: Þjóðkirkjan), precedentemente nota come "Chiesa evangelica luterana" è la chiesa nazionale dell'Islanda, con a capo il vescovo d'Islanda, carica ricoperta fino al 2012 dal reverendo Karl Sigurbjörnsson; gli è succeduta Agnes M. Sigurðardóttir, la prima donna vescovo d'Islanda. Dal 1º settembre 2024 l'incarico è stato assunto dalla Rev. Guðrún Karls Helgudóttir.
La Chiesa d'Islanda è una chiesa luterana aderente alla Federazione mondiale luterana e alla Comunione di Porvoo. I fedeli ammontano, secondo le statistiche al 1º gennaio 2023, a 227 259, pari al 58,6% della popolazione, anche se non tutti si dichiarano praticanti.

## Storia
L'introduzione del luteranesimo in Islanda si deve all'applicazione dell'ordinanza del 1537 (per la Danimarca e la Norvegia) e del 1538 (per l'Islanda) del re Cristiano III di Danimarca, che impose la riforma protestante in tutto il Regno. Nel 1540 e nel 1552, rispettivamente, furono nominati i primi vescovi luterani di Skálholt (Gissur Einarsson) e di Hólar (Ólafur Hjaltason), in sostituzione dei precedenti vescovi cattolici. Al 1540 risale la prima traduzione del Nuovo Testamento in islandese ed al 1584 la traduzione dell'intera Bibbia. Nel 1801 il Parlamento (Alþing) dispose l'unificazione nella diocesi di Reykjavík, affidata a Geir Vídalín, ultimo vescovo luterano di Skálholt e primo vescovo d'Islanda. Dal 1874 la Costituzione concessa all'Islanda da Cristiano IX re di Danimarca (Stjórnarskrá um hin sérstaklegu málefni Íslands) ha garantito la libertà religiosa, ma la Chiesa nazionale è rimasta religione di Stato.

## Organizzazione
La Chiesa nazionale è costituita in un'unica diocesi, con sede a Reykjavík, dove sorge la cattedrale di Dómkirkjan. Sono poi istituiti due vescovi suffraganei (Vígslubiskupar) di Hólar e Skálholt, dove sorgono le cattedrali di Hóladómkirkja e di Skálholtsdómkirkja.
Oltre alle parrocchie ed alle chiese in Islanda, la Chiesa nazionale ha anche 4 luoghi di culto all'estero (Regno Unito, Danimarca, Norvegia e Svezia).

## Cronotassi dei vescovi

### Vescovi luterani fino al 1801
Diocesi di Skálholt
- 1540–1548: Gissur Einarsson
- 1549–1557: Marteinn Einarsson
- 1558–1587: Gísli Jónsson
- 1589–1630: Oddur Einarsson
- 1632–1638: Gísli Oddsson
- 1639–1674: Brynjólfur Sveinsson
- 1674–1697: Þórður Þorláksson
- 1698–1720: Jón Vídalín
- 1722–1743: Jon Árnason
- 1744–1745: Ludvig Harboe (danese)
- 1747–1753: Ólafur Gíslason
- 1754–1785: Finnur Jónsson
- 1785–1796: Hannes Finnsson
- 1797–1801: Geir Vídalín

Diocesi di Hólar
- 1552–1569: Ólafur Hjaltason
- 1571–1627: Guðbrandur Þorláksson
- 1628–1656: Þorlákur Skúlason
- 1657–1684: Gísli Þorláksson
- 1684–1690: Jón Vigfússon
- 1692–1696: Einar Þorsteinsson
- 1697–1710: Björn Þorleifsson
- 1711–1739: Steinn Jónsson
- 1741–1745: Ludvig Harboe
- 1746–1752: Halldór Brynjólfsson
- 1755–1779: Gísli Magnússon
- 1780–1781: Jón Teitsson
- 1784–1787: Árni Þórarinsson
- 1789–1798: Sigurður Stefánsson

## Diffusione
| Anno | Popolazione | Fedeli  | %     | ±    |
| ---- | ----------- | ------- | ----- | ---- |
| 1998 | 272.381     | 244.893 | 89.91 | 0.00 |
| 1999 | 275.712     | 246.263 | 89.32 | 0.59 |
| 2000 | 279.049     | 247.420 | 88.67 | 0.65 |
| 2001 | 283.361     | 248.614 | 87.74 | 0.93 |
| 2002 | 286.575     | 249.386 | 87.02 | 0.72 |
| 2003 | 288.471     | 249.645 | 86.54 | 0.48 |
| 2004 | 290.570     | 250.176 | 86.10 | 0.44 |
| 2005 | 293.577     | 250.759 | 85.42 | 0.68 |
| 2006 | 299.891     | 251.909 | 84.00 | 1.42 |
| 2007 | 307.672     | 252.411 | 82.04 | 1.96 |
| 2008 | 315.459     | 252.708 | 80.11 | 1.93 |
| 2009 | 319.368     | 253.069 | 79.24 | 0.87 |
| 2010 | 317.630     | 251.487 | 79.18 | 0.06 |
| 2011 | 318.452     | 247.245 | 77.64 | 1.54 |
| 2012 | 319.575     | 245.456 | 76.81 | 0.83 |
| 2013 | 321.857     | 245.184 | 76.20 | 0.61 |
| 2014 | 325.671     | 244.440 | 75.06 | 1.14 |
| 2015 | 329.100     | 242.743 | 73.80 | 1.26 |
| 2016 | 332.529     | 237.938 | 71.55 | 2.21 |
| 2017 | 338.349     | 236.481 | 69.89 | 1.66 |
| 2018 | 348.450     | 234.215 | 67.22 | 2.67 |
| 2019 | 356.991     | 232.591 | 65.15 | 2.07 |
| 2020 | 364.134     | 231.112 | 63.47 | 1.68 |
| 2021 | 368.792     | 229.669 | 62.28 | 1.19 |
| 2022 | 376.248     | 229.146 | 60.90 | 1.38 |
| 2023 | 387.758     | 227.259 | 58.61 | 2.29 |

## Posizioni teologiche
Il sacerdozio femminile è ammesso; l'ordinazione del primo pastore donna si è avuta nel 1974
L'episcopato femminile è ammesso; il primo vescovo donna, Agnes M. Sigurðardóttir, è stato eletto nel 2012.. Nello stesso anno è stata eletta per la prima volta Vescovo suffraganeo (Vígslubiskup) di Hólar (uno dei due della Chiesa nazionale) la Rev. Sólveig Lára Guðmundsdóttir.

## Chiese nazionali del Nord Europa di tradizione luterana
- Chiesa di Svezia - Svenska kyrkan
- Chiesa di Norvegia - Den Norske kirke
- Chiesa di Danimarca - Den Danske Folkekirke
- Chiesa evangelica luterana di Finlandia - Suomen evankelis-luterilainen kirkko; (SV) : Evangelisk-lutherska kyrkan i Finlandia
- Chiesa delle Fær Øer - Hin føroyska fólkakirkjan